# Route nationale 8b (Madagaskar)
Die Route nationale 8b (RN 8b) ist eine 26 km lange, nicht befestigte Nationalstraße in der Region Boeny im Norden von Madagaskar. Sie zweigt in Marosakoa von der RN 4 ab und führt in nordwestlicher Richtung nach Marovoay am Unterlauf des Flusses Betsiboka. Von dort führt sie in nordöstlicher Richtung zurück zur RN 4 bei Ankazomborona.